# 開普殖民地
开普殖民地（英語：Cape Colony，荷兰语：Kaapkolonie），位于现今南非和纳米比亚地区，是大英帝国历史上的一个殖民地，因好望角而得名。在此之前，开普殖民地曾是荷兰殖民地，由荷兰东印度公司于1652年建立。1795年，荷兰在梅森堡战役中战败，开普殖民地归为英国。1802年，《亚眠和平协议》让开普殖民地重回荷兰。1806年，布劳乌堡战役后，英国再次占领开普殖民地。1814年，《英荷條約》正式承认英国对该地的所有权。
之后，开普殖民地一直属于大英帝国，1872年成为自治省，1910年与另外三个殖民地一起组成南非联邦。之后更名为好望角省 。1931年，根据《威斯敏斯特法案》，南非完全独立。1994年建立了如今的南非各省，开普省被划分成东开普省、北开普省和西开普省，另外还有几小部分归为西北省。
开普殖民地与后来的开普省一样大小，从大西洋海岸的陆地一直向东延伸至南部海岸，面积大约是如今南非的一半。经过与科萨人的几次战争，开普殖民地的疆域最终东至大魚河。在北部，一度以奥兰治河为界，尽管后来该河与博茨瓦纳南部边界之间的一些土地也归为开普殖民地。自1878年起，鲸湾港附近地区和企鹅群岛也属于开普殖民地，而现今它们都属于纳米比亚。

## 历史

### 荷兰殖民时期
最早在南非建立欧洲殖民地是扬·范·里贝克领导的荷兰东印度公司。他们于1652年建立开普殖民地，作为荷兰东印度公司的船只往返于荷兰和巴达维亚之间的补给点和中继站。渐渐地，这里形成了一个社区，定居在此的欧洲人成为南非布尔人的祖先。
当地科伊科伊人靠畜牧为生，既没有有力的政治组织，也没有强大的经济基础。他们毫无顾忌地将大量牲畜卖给荷兰船只，但是当东印度公司的员工自己建立了农场后，就不再同科伊科伊人进行商业贸易了。双方之间的矛盾冲突导致欧洲定居者更加团结，而科伊科伊族社会更加分散。最后，荷兰东印度公司在17世纪70年代取得了军事性胜利，并进一步加大了对当地的控制，科伊科伊人则沦为殖民地最主要的雇佣劳工。
在荷兰东印度公司基地的附近地区，住了不少粗放经营的欧洲畜牧业农场主（Trekboeren），他们向更远的地方迁徙，离开肥沃但有限的土地，去到更干燥的内陆高原，与科伊科伊族的牧人争夺牧地。到1700年，科伊科伊人传统的游牧生活方式已经消失；到后来1795年英国统治之时，开普地区已经建立了坚实的社会政治基础。

### 英国征战
1795年，法国占领了荷兰七省（Seven Provinces），这刺激大英帝国立即于同年占领了开普地区，意在更好地进行海上控制，阻止法国进入印度的任何可能。英国派出一支由9艘战舰组成的舰队，在西蒙斯敦下锚，随着荷兰在梅森堡战役的失败，英国立即占领了该地区。1798年，荷兰东印度公司将所有领地转交给巴达维亚共和国（荷属），1799年宣布解散。随着英国与法国拿破仑政府的关系交好，并鉴于巴达维亚共和国的附庸地位，1803年英国（根据《亚眠和平协议》的相关内容）将开普殖民地转让给巴达维亚共和国。

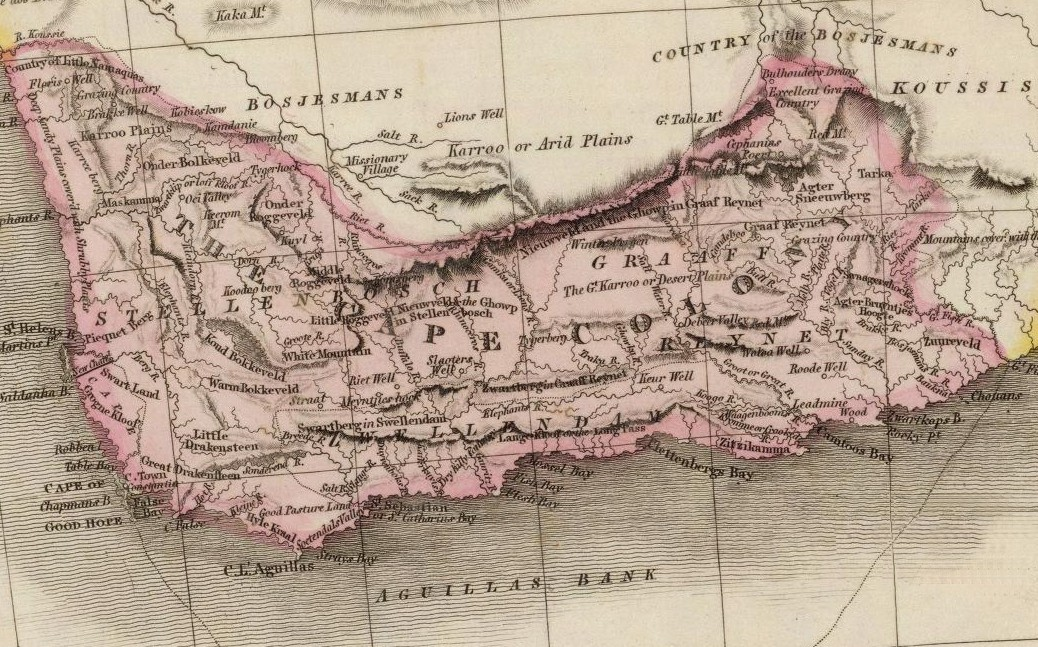
1809年开普殖民地地图

1806年，英国取得布劳乌堡战役的胜利，再次占领名义上归巴达维亚共和国管辖的开普地区。英国与法国之间的短暂和平已经结束，双方陷入交战，同时拿破仑加强了对巴达维亚共和国的干涉（随后拿破仑也于同年撤销）。英国在1806年1月8号建立了殖民地，希望将拿破仑的势力赶出开普地区，从而控制远东贸易路线。1814年，荷兰政府根据《伦敦协定》（即1814年《英荷条约》）的有关内容，正式将开普地区的主权转让给英国。

### 英国殖民时期
1820年，英国移民者首先抵达伊丽莎白港，随后在开普殖民地东部边界定居下来。他们首次将一些基本权利介绍给这里的非洲黑色人群，并于1833年废除奴隶制。这些社会变革以及英国语言文化的侵入，激起了原荷兰裔农民的愤怒，迫使他们大批地向内陆地区迁移。这就是历史上有名的牛車大遷徙。随着这些南非布尔人迁入内陆地区，便形成了德兰士瓦和奥兰治自由州等“布尔共和国”。
当布尔人继续向内陆迁移时，英国移民者正不断地涌入开普殖民地；随着英国东印度公司的贸易垄断地位不再，当地经济得到了发展。与此同时，在开普殖民地东部边界，与科萨人经年累月的边界战争最终也平息下来。当时科萨人献祭了大量的粮食和牛群，祈求神灵显现，帮助他们攻打白人，但是持续的饥荒削弱了科萨人的战斗力，从而确保了边界在很长一段时间内的稳定局面。
在和平和繁荣的环境下，当地人开始渴望政治独立。1854年，根据开普选举权制度选举出了第一届议会。开普殖民地的居民不论种族，只要拥有最低限度以上的财产权，就有资格成为选举人。
行政权仍全部掌握在英国殖民当局手中，因而殖民地东西部地区之间的紧张局势并未得到缓解。

### 责任政府时期

1885年开普殖民地地图（蓝色部分）

经过长期的政治斗争，1872年开普殖民地终于实现了责任政府制，约翰·莫尔蒂诺出任第一任首相。自此以后，选举出的首相和首相领导下的内阁对地区事务全权负责。在此影响下，一段时期内实现了社会、经济快速增长，东西部地区的分裂也很大程度上停缓下来。不分种族的选举权制度也开始渐渐地对政治包容性产生积极影响，不同种族间的矛盾缓和下来。1877年，东格里夸兰和西格里夸兰加入该地区的版图中
然而，随着在金伯利和德兰士瓦地区分别发现了钻石和金子，该地重新陷入不稳定的局势之中，特别是因为这些活动导致了野心勃勃的殖民者塞西尔·罗兹的上台。成为开普地区的首相后，罗兹极力加大英国文化对内陆地区的影响规模。特别是，他企图攻克德兰士瓦。由他主导的詹姆森·拉伊德事件虽然流产并拖垮了政府，但是直接导致了第二次布尔战争的爆发，英国在世纪之交时终于攻占了德兰士瓦。结果，殖民地的政治局势继续动荡不安，英国殖民者和布尔人之间摩擦不断。罗兹还首次正式限制了开普殖民地非洲黑人公民的政治权利。
1910年南非联邦成立，开普殖民地结束了英国名义上的统治，成为好望角省（即人们更为熟知的开普省）。

## 开普殖民地总督 (1797–1910)

### 英国占领 (第1次, 1797–1803)
- 第一代馬戛爾尼伯爵喬治·馬戛爾尼 (1797–1798)
- 弗朗西斯·邓达斯 (第1次) (代理) (1798–1799)
- 乔治·扬爵士（英语：Sir George Yonge, 5th Baronet）（Sir George Yonge） (1799–1801)
- 弗朗西斯·邓达斯 (第2次) (代理) (1801–1803)

### 巴达维亚共和国 (荷兰殖民地) (1803–1806)
- 雅各布·亚伯拉罕·埃滕哈赫·德米斯特（英语：Jacob Abraham de Mist）（Jacob Abraham Uitenhage de Mist） (1803–1804)
- 扬·威廉·扬森斯（Jan Willem Janssens） (1803–1806)

### 英国占领 (第2次, 1806–1814)
- 戴维·贝尔德爵士（英语：Sir David Baird, 1st Baronet） (代理) (1806–1807)
- 亨利·乔治·格雷（英语：Henry George Grey） (第1次) (代理) (1807)
- 达普雷·亚历山大，第二代卡尔顿伯爵（Du Pre Alexander, 2nd Earl of Caledon） (1807–1811)
- 亨利·乔治·格雷（英语：Henry George Grey） (第2次) (代理) (1811)
- 约翰·弗朗西斯·克拉多克爵士（英语：John Cradock, 1st Baron Howden） (1811–1814)
- 罗伯特·米德 (代理克拉多克) (1813–1814)

### 英国殖民地 (1814–1910)

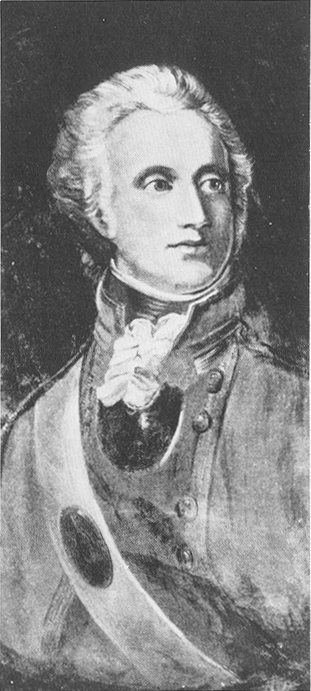
开普总督查尔斯·萨默塞特勋爵

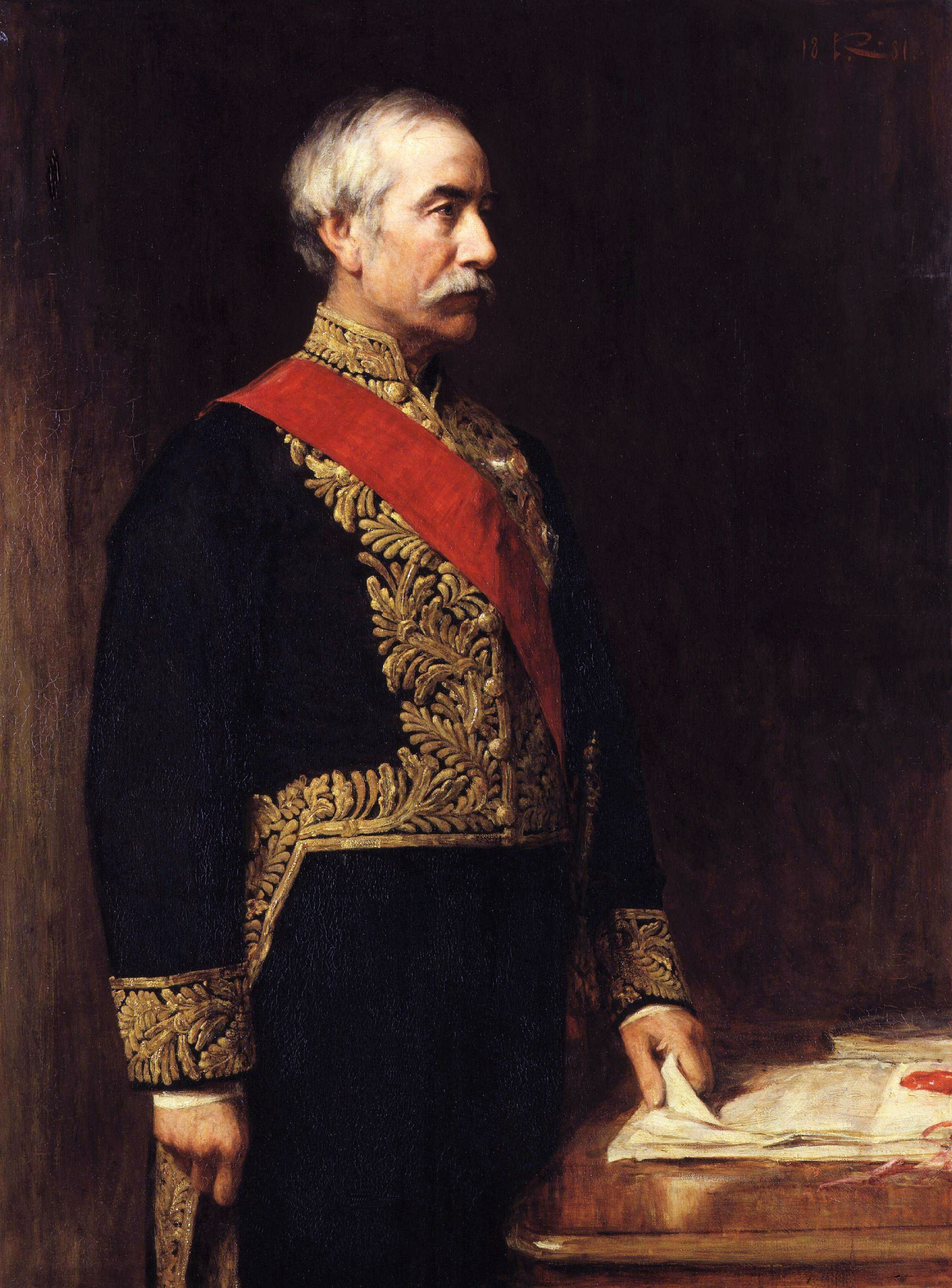
亨利·巴特勒·弗雷尔爵士

- 查尔斯·萨默塞特勋爵(Lord Charles Somerset) (1814–1826)
- 鲁法尼·肖·唐金（英语：Rufane Shaw Donkin） (Sir Rufane Shaw Donkin，代理萨默塞特) (1820–1821)
- 理查德·布尔克 (Richard Bourke，代理) (1826–1828)
- 加尔布莱斯·劳里·科尔爵士（英语：Lowry Cole）(Sir Galbraith Lowry Cole) (1828–1833)
- 威妥瑪 (Thomas Francis Wade，1834年1月10日起代理达尔班) (1833–1834)
- 本杰明·达尔班（Benjamin d'Urban） (1834–1838)
- 乔治·托马斯·纳皮尔爵士（英语：George Thomas Napier）（Sir George Thomas Napier） (1838–1844)
- 佩里格林·梅特兰爵士（英语：Peregrine Maitland）(Sir Peregrine Maitland) (1844–1847)
- 砵甸乍爵士（Sir Henry Pottinger） (1847)
- 哈里·史密斯爵士（英语：Sir Harry Smith, 1st Baronet）（Sir Harry Smith） (1847–1852)
- 乔治·卡斯卡特（George Cathcart） (1852–1854)
- 查尔斯·亨利·达令 (Charles Henry Darling，代理) (1854)
- 乔治·格雷爵士（Sir George Grey） (1854–1861)
- 罗伯特·亨利·温亚德（英语：Robert Wynyard）（Robert Henry Wynyard，第1次) (代理格雷) (1859–1860)
- 罗伯特·亨利·温亚德（英语：Robert Wynyard） (第2次) (代理) (1861–1862)
- 菲利普·埃德蒙·沃德豪斯爵士（英语：Philip Edmond Wodehouse）(Sir Philip Edmond Wodehouse) (1862–1870)
- 查尔斯·克劳福德·海（Charles Craufurd Hay） (代理) (1870)
- 亨利·巴克利爵士（英语：Henry Barkly）（Sir Henry Barkly） (1870–1877)
- 亨利·巴特勒·弗雷尔（Henry Bartle Frere） (1877–1880)
- 亨利·休·克利福德 (Henry Hugh Clifford，代理) (1880)
- 乔治·卡明·斯特拉汉爵士（英语：George Strahan） (Sir George Cumine Strahan，代理) (1880–1881)
- 夏喬士·羅便臣 (Hercules Robinson，第次) (1881–1889)
- 莱切斯特·史密斯爵士（英语：Leicester Smyth） (Sir Leicester Smyth，第1次) (代理罗宾逊) (1881)
- 莱切斯特·史密斯爵士（英语：Leicester Smyth） (第2次) (代理罗宾逊) (1883–1884)
- 亨利·托伦斯爵士（英语：Henry Torrens） (Sir Henry D'Oyley Torrens，代理罗宾逊) (1886)
- 亨利·奥古斯图斯·史密斯 (Henry Augustus Smyth，代理) (1889)
- 羅亨利（Henry Brougham Loch） (1889–1895)
- 金馬倫爵士 (Sir William Gordon Cameron，第1次) (代理羅亨利) (1891–1892)
- 金馬倫爵士 (第2次) (代理羅亨利) (1894)
- 夏喬士·羅便臣 (第2次) (1895–1897)
- 威廉·霍利·古迪纳夫爵士（英语：William Howley Goodenough） (Sir William Howley Goodenough，代理) (1897)
- 阿尔弗雷德·米尔纳(1897–1901)
- 威廉·弗朗西斯·巴特勒爵士（英语：William Francis Butler） (Sir William Francis Butler，代理米尔纳) (1898–1899)
- 沃尔特·赫利-哈钦森爵士（英语：Walter Hely-Hutchinson）（Sir Walter Hely-Hutchinson） (1901–1910)
- 亨利·詹納·斯科贝尔爵士（英语：Henry Jenner Scobell）（Sir Henry Jenner Scobell） (代理赫利-哈钦森) (1909)

1847年1月27日至1910年5月31日南部非洲事务高级专员的职位由开普殖民地总督兼任。开普殖民地于1910年5月31日加入南非联邦，因此开普殖民地总督职位取消。

## 开普殖民地总理 (1872–1910)
| No. | 姓名                                                 | 政党   | 就任           | 离任           |
| --- | ---------------------------------------------------- | ------ | -------------- | -------------- |
| 1   | 约翰·查尔斯·莫尔特诺爵士（Sir John Charles Molteno） | 无     | 1872年12月1日  | 1878年2月5日   |
| 2   | 戈登·斯普里格爵士（Sir Gordon Sprigg）               | 无     | 1878年2月6日   | 1881年5月8日   |
| 3   | 托马斯·查尔斯·斯坎伦（Thomas Charles Scanlen）       | 无     | 1881年5月9日   | 1884年5月12日  |
| 4   | 托马斯·阿平顿（Thomas Upington）                     | 无     | 1884年5月13日  | 1886年11月24日 |
| —   | 戈登·斯普里格爵士 (第2次)                            | 无     | 1886年11月25日 | 1890年7月16日  |
| 5   | 塞西尔·约翰·罗得斯                                   | 无     | 1890年7月17日  | 1893年5月3日   |
| —   | 塞西尔·约翰·罗得斯 (第2次)                           | 无     | 1893年5月4日   | 1896年1月12日  |
| —   | 戈登·斯普里格爵士 (第3次)                            | 无     | 1896年1月13日  | 1898年10月13日 |
| 6   | 威廉·菲利普·施赖纳（）                               | 无     | 1898年10月13日 | 1900年6月17日  |
| —   | 戈登·斯普里格爵士 (第4次)                            | 进步党 | 1900年6月18日  | 1904年2月21日  |
| 7   | 利安德·斯塔尔·詹姆森（Leander Starr Jameson）        | 进步党 | 1904年2月22日  | 1908年2月2日   |
| 8   | 约翰·哈维尔·梅里曼（John Xavier Merriman）           | 南非党 | 1908年2月3日   | 1910年5月31日  |

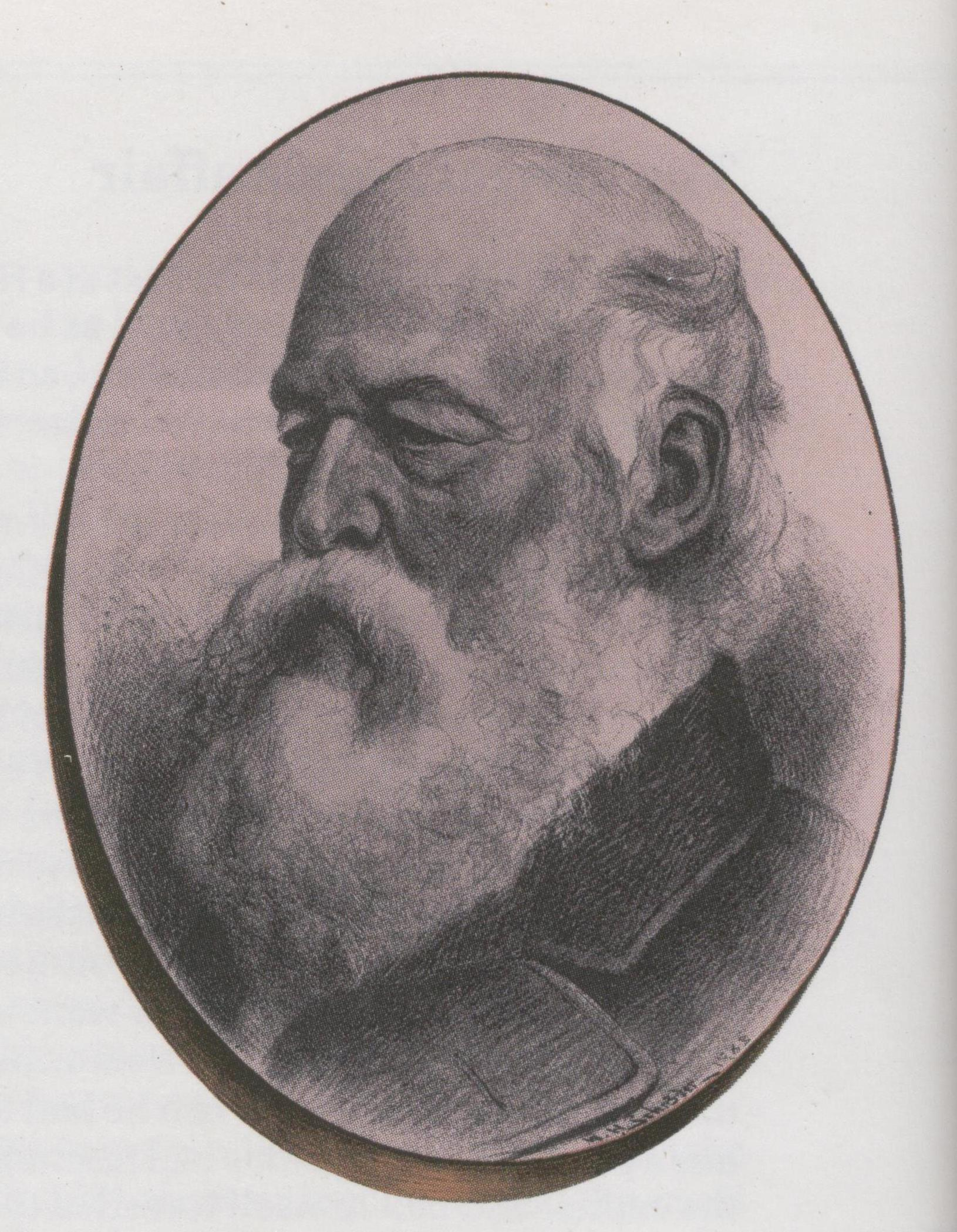
首任开普殖民地总理约翰·查尔斯·莫尔特诺爵士

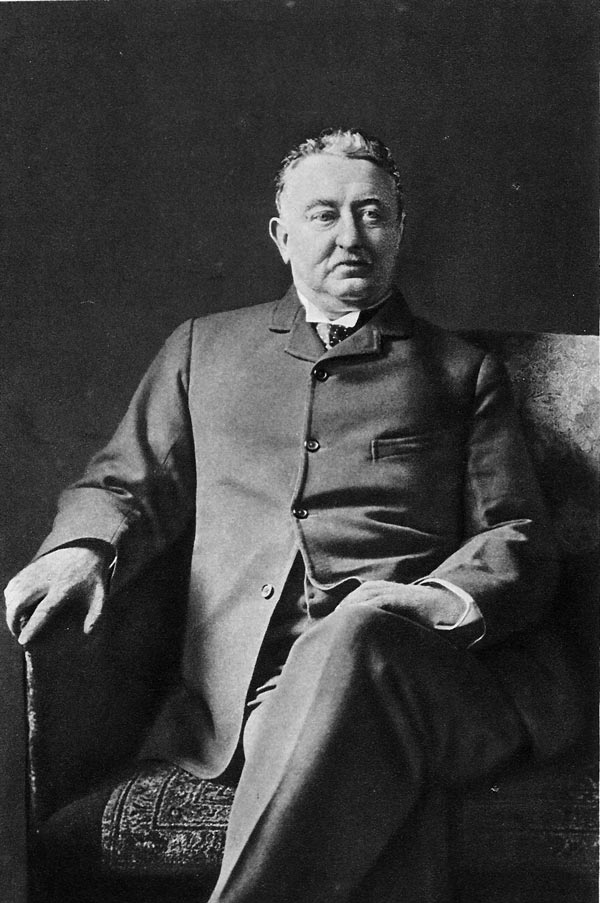
塞西尔·罗得斯总理

开普殖民地于1910年5月31日并入南非联邦，因此开普殖民地总理职位取消。